# Ateuchus tenebrosum
Ateuchus tenebrosum är en skalbaggsart som beskrevs av Vladimir Balthasar 1945. Ateuchus tenebrosum ingår i släktet Ateuchus och familjen bladhorningar. Inga underarter finns listade.